# Brazilianen in Suriname

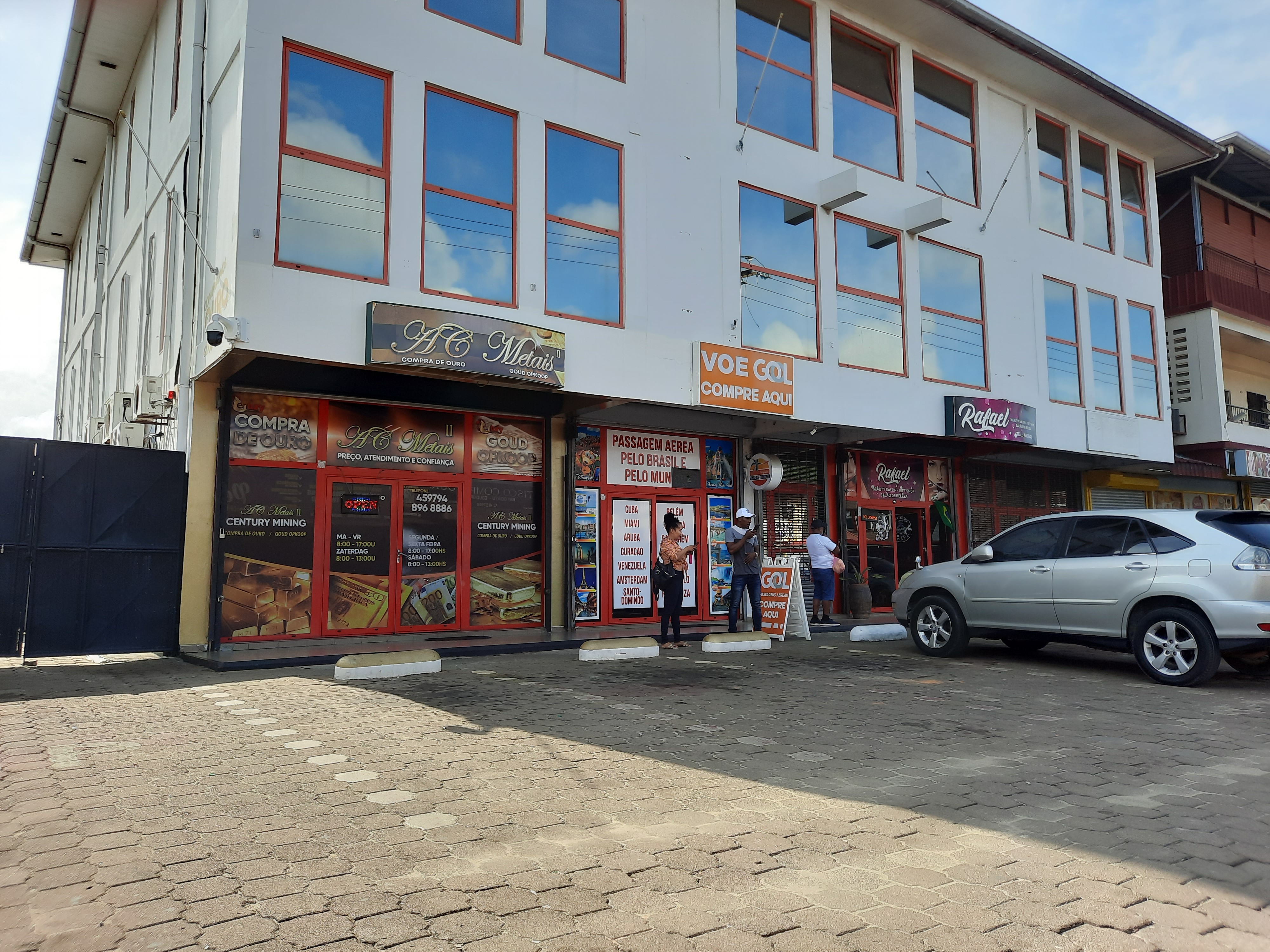
De woonwijk Klein-Belém in Paramaribo

De Brazilianen vormen een van de grootste migrantengroepen in Suriname. Hun precieze aantal is onbekend, maar wordt rond de 20.000 (3,5% van de totale bevolking), soms zelfs op 40.000 geschat. De meesten van hen werken als garimpeiros (kleinschalige goudzoekers) of geassocieerde beroepen (kok, bevoorradingswinkels, prostitutie, et cetera). Ze hebben hierdoor vaak een imago als "criminelen" die "het binnenland leegroven". Ze gelden echter ook als harde werkers en hun relaties met de Marrons zijn in het algemeen goed.

## Herkomst
De meeste Brazilianen in Suriname komen uit het arme noordoosten van het land, voornamelijk uit de staat Maranhão en uit Belém en zijn vaak slecht opgeleid of zelfs analfabeet. Ze verblijven daarom meestal slechts enkele jaren in het land.

## Brazilianen in de goudwinning
De meesten leven in het binnenland, dicht bij de goudmijnen. Ze bezoeken echter ook regelmatig Paramaribo, onder andere om goud te verkopen, zich te bevoorraden en om familiale redenen. Hierdoor is er ook een aanzienlijke gemeenschap Brazilianen in Paramaribo. Een wijk in het noorden van de stad heeft zelfs de bijnaam Klein-Belém. Buiten Paramaribo hebben de districten Brokopondo, Sipaliwini en Marowijne hoge concentraties Brazilianen.

## Rellen rond kerst in Papatam bij Albina (2009)
In 2009 werd tijdens ruzie een marron uit Papatam, een wijk van Albina, doodgestoken door een Braziliaan. Vrienden van het slachtoffer voerden daarna een aanval uit tegen Brazilianen. Daarna groeide de groep met andere inwoners uit Papatam. Honderden marrons trokken met hakmessen en andere wapens door de straten. Brazilianen werden mishandeld en beroofd. Toen de groep groter werd, liep de agressie uit op plunderingen, vernielingen en brandstichting. Tijdens de rellen raakten dertien mensen gewond, van wie drie ernstig. Twintig Braziliaanse vrouwen werden in een hotel verkracht; een van hen was zwanger en verloor haar ongeboren kind. Er werden acht voertuigen in brand gestoken en vier vernield.

## Braziliaanse nederzettingen
Op de volgende plaatsen in Suriname bevinden zich veel Braziliaanse immigranten:
- Klein-Belém, stadsdeel van Paramaribo
- Villa Brazil, goudzoekerdorp
- Antonio do Brinco, goudzoekerdorp
- Peruano, goudzoekerdorp